# Rhamphicarpa fistulosa
Espèce
Rhamphicarpa fistulosa est une espèce de plantes dicotylédones parasites de la famille des Orobanchaceae, originaire d'Afrique.
Cette espèce, parasite facultative, est très répandue en Afrique subsaharienne et peut causer de fortes baisses de rendement dans les cultures de riz (jusqu'à 60 % au Bénin).

## Synonyme
Selon Catalogue of Life (19 février 2015)  :	
- Macrosiphon fistulosus Hochst.